# Deir ul-Muharraq
Deir el-Muharraq (Koptisch: ⲡⲓⲙⲟⲛⲁⲥⲧⲏⲣⲓⲟⲛ ⲛ̀ⲧⲉ ϯⲑⲉⲟⲧⲟⲕⲟⲥ ⲙⲁⲣⲓⲁ ϧⲉⲛ ⲕⲟⲥⲕⲁⲙ, Arabisch: الدير المحرق, ad-Dayr al-Muḥarraq), ook bekend als het Muharraq klooster, Maagd Maria-klooster en het Qosquam-berg klooster, is een kloostercomplex van de Koptisch-Orthodoxe Kerk in Egypte. Het is een van de oudste nog functionerende kloosters ter wereld. De Arabische naam voor het klooster, "Al Muharraq" duidt op brandschade of brandwond, omdat het klooster in het verleden verschillende keren te maken kreeg met aanvallen door brandstichtende indringers, Berbers of andere antichristelijke groepen.

## Ligging
Het kloostercomplex ligt in de vallei van de Nijl vlak ten zuidwesten van Cusae of El Qusiya, in het gouvernement Assioet. Het ligt ruim 300 km ten zuiden van de agglomeratie Caïro. De ligging is wat ongebruikelijk, de meeste andere koptische kloosters van Egypte liggen in de Sahara. Het terrein is ongeveer trapeziumvormig en meet 275 bij 155 meter, zodat de grootte ruim 4 hectare is.

## Kenmerken
Het klooster valt onder het bisdom Alexandrië, en telt ongeveer 100 monniken (Koinonia) als bewoners.
Het stenen fort van het klooster op Mount Qosquam werd gebouwd in de 6e of 7e eeuw. De kapel heeft een lessenaar uit de 12e eeuw, uit de tijd toen het fort voor het eerst werd opgeknapt.
De bibliotheek van het klooster heeft twee afdelingen: een met oude koptische manuscripten en archieven, en een hedendaagse lees- en onderzoekafdeling. 

### Kerken
Op het kloostercomplex staan drie kerken:
- een 12e-eeuwse Maagd-Mariakerk of al-Adhra kerk (met drie in de 16e eeuw toegevoegde koepels). Het is een eenvoudig bakstenen gebouw, zonder versieringen.
- een 19e-eeuwse neoklassieke Heilige Maagd Maria-kerk (1878-1880); gebouwd op de ruïnes van de 18e-eeuwse St. Georgius-kerk.
- de nieuwe Maagd-Mariakerk (1940-1964)

Niet meer aanwezig zijn de Johannes de Doperkerk, in gebruik van de 17e-19e eeuw; en de St. Taklakerk, gebouwd in de 19e eeuw en rond 1930 weer afgebroken wegens een zwakke constructie.
De 12e-eeuwse al-Adhra kerk werd boven een grot gebouwd. Veel kopten geloven dat Maria en Jezus daar 6 maanden en 10 dagen hebben doorgebracht tijdens hun vlucht naar Egypte voor koning Herodes de Grote. Een marmeren altaarsteen met de typisch koptische halfronde vorm, heeft een gegraveerde tekst met het jaartal 747 na Chr. Kopten geloven dat het altaar verwijst naar een tekst in Jesaja 19 vers 19: "er zal midden in Egypte een altaar voor de Heer staan".

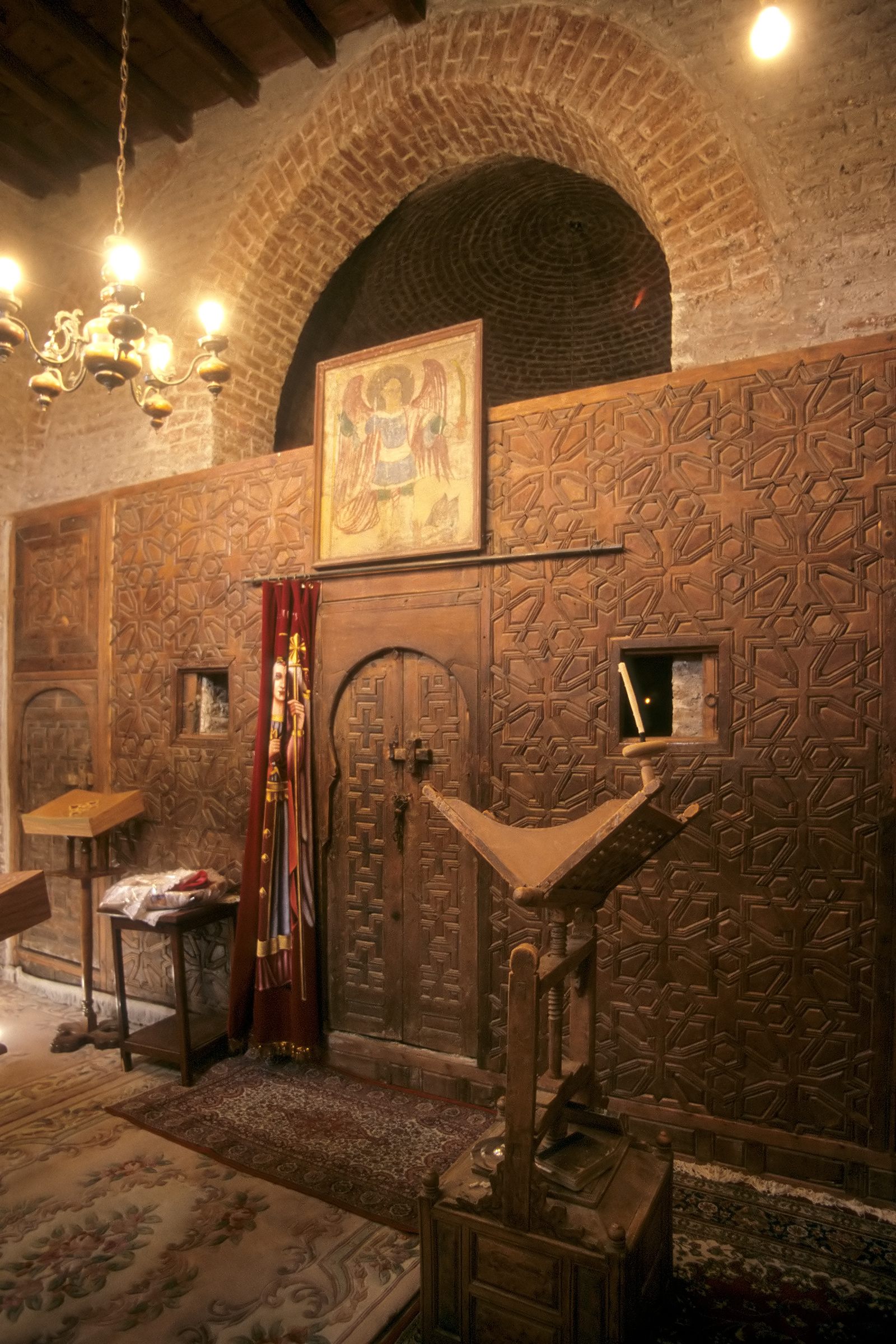
St. Michaelkerk in de donjon

Vele kopten beschouwen deze kerk als een eerbiedwaardige plaats, het zou een van de eerste christelijke kerken in Egypte zijn. In het begin van de 20e eeuw zou er een Mariaverschijning hebben plaatsgevonden.
Op het kloosterterrein staat een donjon met basisvoorzieningen als slaapruimtes, een kapel, een voedselvoorraad en watervoorziening, om een eventuele belegering te kunnen uitzitten. Het is niet bekend of deze ooit is gebruikt. Voorts beschikt het complex over een theologisch seminarie en een zangschool.

## Brandstichting
In augustus 2013 werd door honderden aanhangers van de Moslimbroederschap en de afgezette president Mohammed Morsi tijdens rellen bij het klooster brand gesticht. Daarmee werd het klooster een van de tientallen koptische kerken, boekwinkels, huizen, bibliotheken en kloosters die zijn aangevallen of verwoest sinds de aanval op koptische kerken in Imbaba van 2011. Het vuur bereikte ook omliggende huizen van kopten, waarvan er 15 werden verwoest en anderen beschadigd.